# Mokronóżka brązowoostrzowa

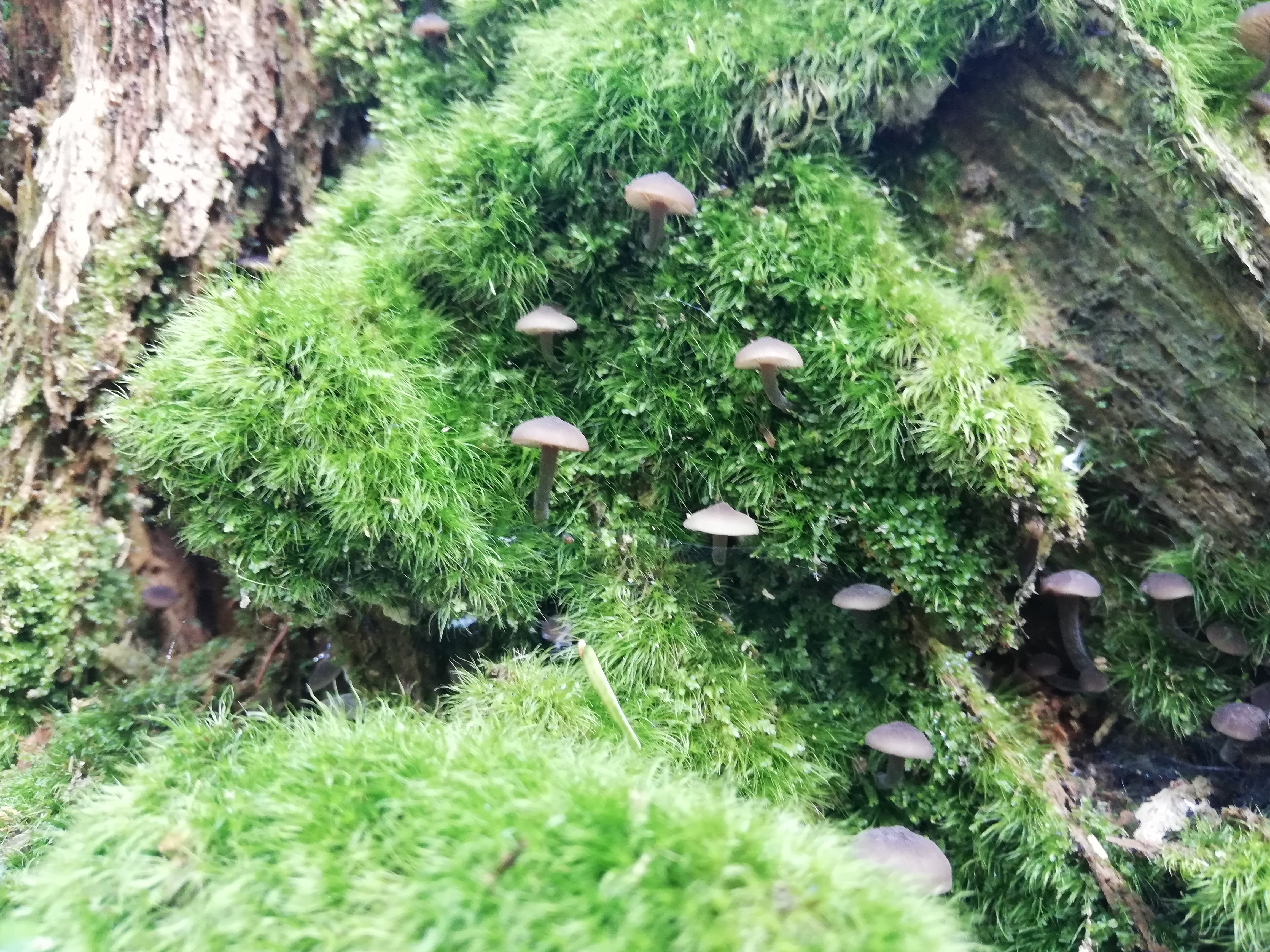
Owocniki na pniu jodły

Mokronóżka brązowoostrzowa (Hydropus marginellus (Pers.) Singer) – gatunek grzybów podstawkowych (Basidiomycota) należący do rodziny grzybówkowatych (Mycenaceae).

## Systematyka i nazewnictwo
Pozycja w klasyfikacji według Index Fungorum: Hydropus, Mycenaceae, Agaricales, Agaricomycetidae, Agaricomycetes, Basidiomycota, Fungi.
Takson po raz pierwszy został poprawnie sklasyfikowany i opisany w 1801 roku przez Christiaana Hendrika Persoona jako Agaricus marginellus. W 1871 roku Paul Kummer przeniósł go do rodzaju Mycena jako Mycena marginella. W roku 1886 Lucien Quélet przeniósł takson do rodzaju Omphalina, a w 1931 Marcel Josserand i René Maire do rodzaju Omphalia. Dopiero w 1946 roku Rolf Singer przeklasyfikował go jako Hydropus marginella umieszczając w rodzaju Hydropus. Błędna żeńska końcówka epitetu gatunkowego w późniejszych publikacjach została zmieniona na rodzaj męski, by pasowała gramatycznie do nazwy rodzajowej. Obecnie nazwa taksonu brzmi Hydropus marginellus.
Synonimy naukowe:
- Agaricus marginellus Pers. 1801
- Mycena marginella (Pers.) P. Kumm. 1871
- Omphalina marginella (Pers.) Quél. 1886
- Omphalia marginella (Pers.) Joss. & Maire 1931

Nazwę polską zaproponował Władysław Wojewoda w 2003 roku.

## Morfologia
Kapelusz
Średnicy 6–20 mm, szeroko wypukły, płaski z lekkim garbkiem na środku lub płasko – wklęsły, delikatnie prążkowany, u starszych owocników  często rozszczepiający się, gładki, drobno oprószony do aksamitnego, mięsisty. Koloru brązowego, szaro-brązowy lub żółto-brązowy.
Blaszki
Szeroko przyrośnięte do trzonu, wąskie do umiarkowanie szerokich, białe o tępych, wyraźnie ciemniejszych ostrzach.
Trzon
10–30 mm wysokości i 1–2 mm grubości, centralny, cylindryczny lub z nieznacznie szerszy u nasady. Kruchy, pusty w środku, ciemnoszary gdy młody, staje się szarobrązowy do prawie szklistoszarego z wiekiem. Wydziela wodnisty płyn podczas cięcia.
Miąższ
Białawy do szarawego, kruchy i wydziela wodnisty płyn. Zapach delikatny, smak łagodny, niewyraźny.
Cechy mikroskopowe
Wysyp zarodników biały. Zarodniki elipsoidalne o wymiarach 6,0–7,5 × 3,0–4,5 μm, gładko ścienne, słabo amyloidalne, cienkościenne.

## Występowanie i siedlisko
Mokronóżka brązowoostrzowa jest rzadkim grzybem uwzględnionym w Czerwonej liście roślin i grzybów Polski  ze statusem E -wymierające (gatunki zagrożone wymarciem, których przeżycie jest mało prawdopodobne, jeśli nadal będą działać czynniki zagrożenia).
Pojawia się w buczynach z domieszką świerka i jodły oraz w jodłowo-świerkowych lasach podgórskich i górskich, zwykle w grupach na gnijących pniach jodły, rzadziej świerka. Zazwyczaj rośnie w lasach naturalnych typu pierwotnego.
Owocniki wytwarza od czerwca do listopada.

## Znaczenie
Grzyb nie jest trujący, ale z uwagi na rzadkość występowania oraz małe rozmiary nie ma żadnej wartości konsumpcyjnej.

## Gatunki podobne
Podobna mokronóżka czerniejąca tworzy ciemniejsze owocniki, jednakże łatwo ją można odróżnić po tym, że uszkodzona czernieje, a jej blaszki nie mają ciemnych ostrzy.